# Муратово (Рязанская область)
Муратово — село в Шиловском районе Рязанской области в составе Мосоловского сельского поселения.

## Географическое положение
Село Муратово расположено на правом берегу реки Оки в устье реки Алёнки, в 22,5 км к северо-западу от пгт Шилово. Расстояние от села до районного центра Шилово по автодороге — 37 км.
К северу от села Муратово расположены устья рек Алёнки и Студенец, к юго-востоку — урочище Никоново (бывшая деревня), к востоку, за рекой Окой — небольшой лесной массив, урочища Козловка и Великое, пойменные озера Валуй и Боровое. Ближайшие населенные пункты — деревня Дебры, поселки Ясаковский и Студенец (Спасский район).

## Этимология
Шиловский краевед А. Гаврилов выводит его от тюркского имени Мурат, и отмечает, что недалеко от села проходила дорога на Старую Рязань и знаменитый Ногайский шлях, связывавший Русь со степью. Он подчеркивает, что в окрестностях Муратово часты находки монет XIV—XVII вв., и что здесь, возможно, останавливались восточные купцы. Мурат, был братом татарского князя Акчуры Адашева, владевшего Конялским беляком, основателя дворянского рода Акчуриных.

## История
В 1 км к югу от села Муратово вблизи животноводческой фермы обнаружено селище XIV—XVII вв.

Деревня Муратово впервые упоминается под 1607 году в Ввозной грамоте царя Василия Шуйского на село Исады Рязанского уезда, пожалованное из дворцовых земель Прокопию и Владимиру Ляпуновым. В грамоте, в частности, указывалось: 
«…села ж Исад сен(ны)я покосы за рекою за Окою на Бологовском лугу, меж Рябрева и Муратовские деревни без пяты лугу, по луг деревни Тайдаковы 700 капен, лесу непашеннаго в длину на 2 версты, а поперек на версту». 
Таким образом, первыми известными владельцами Муратова были видные политические деятели России начала XVII в. — думный дворянин Прокопий Петрович Ляпунов и его сын Владимир.

В писцовых и межевых книгах К.Воронцова-Вельяминова за 1636 г. отмечается, что деревня Муратово в это время находилась в поместье 
«за Иваном Симеоновым сыном Чевкиным и за вдовою княгинею Анною княж Петровскою женою Дулова с сыном князь Микитою».

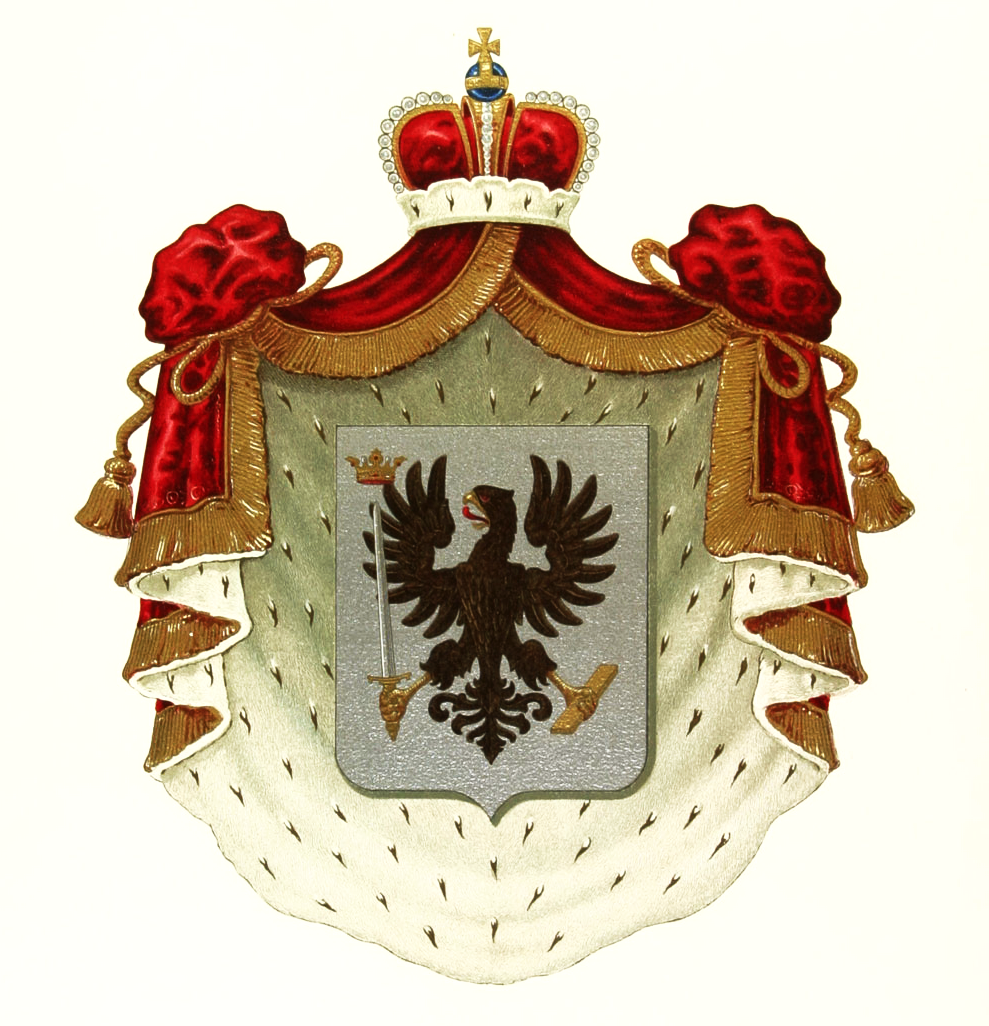
Герб рода дворян Ляпуновых.

Дворянский род Чевкиных владел Муратовым довольно длительное время. Именно по их инициативе в деревне была построена первая деревянная Введенская церковь, как отмечает И. В. Добролюбов, «вместо Введения Преч. Богородицы, бывшей в с. Ворге», после чего Муратово стало писаться селом.

В окладных книгах за 1676 г. сказано, что 
«церковь Введения Пресвятые Богородицы в селе Муратове вновь построена в прошлом во 181 (1673) году, а преж сего в приходе то село было в селе Исадех». 
Церковной земли «дачи вотчинниковы Назария Чевкина» при ней первоначально состояло 14 четвертей в поле, а в дву потомуж, сена на реке Ворге на 50 копен. «185 (1677) года маия в 22 день», как замечено в окладной книге, 
«по скаске того села Муратова попа Ивана и по выписи из скаски-ж Назарья Чевкина, из ево Назарьевой поместной земли к прежней земле прибавлено 6 четвертей в поле, в дву потомуж, и с той прибавочной земли доведется дани 3 алтына, и та выписка, за рукою дьяка Панкратья Неронова, вклеена в годовой столп нынешнего 185 (1677) году».
В приходе к Введенской церкви в селе Муратово числились 
«двор вотчинников, крестьянских 20 дворов, бобыльской двор, да на Ворге 2 двора крестьянских, в Нижних Рясех 5 дворов крестьянских». 

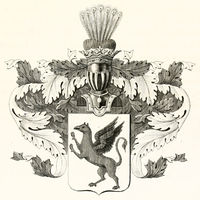
Герб рода дворян Чевкиных.

Дани по окладу 1676 г. с Введенской церкви положено было платить «1 рубль 2 алтына 1 денга».
В декабре 1692 г., по указу преосвященного Авраамия, митрополита Рязанского и Муромского, в приход к Введенской церкви в селе Муратово была приписана также «деревня Никоново, что была в приходе в Оболочинской пустыни, а дани с тое деревни платить положено на год 18 алтын 4 денги, пошлин гривна десятильнича, доходу полтина». По тем же окладным книгам деревня Никонова значится в вотчине за «стольником Матфеем Милославским и за вдовою Домною Ивановой женою Ляпунова», крестьянских дворов в ней было 22 и 5 бобыльских; …«деревня Никонова приписана к селу Муратову для того, что по правилам святым священникам черным в мирские домы с потребами входить не велено». Приписною к селу Муратову деревня Никоново состояла до конца XVII в., в конце которого к Оболочинской пустыни был определен белый священник Иаков.
В истории церкви село Муратово известно тем, что отношение местных крестьян к духовенству было мало уважительным. Так в 1742 г. в Духовный приказ поступила жалоба священника села Муратова на своих прихожан, которые при попустительстве своего помещика А.А. Суворова, изъяли у священника большую часть церковных земель, самовольно поставили в диаконы к Введенской церкви своего человека, а затем по его оговору до полусмерти избили священника после литургии.
Не отличались послушанием церковным властям и крестьяне деревни Никоново. В 1790 г., после смерти иерея Оболочинской пустыни Михаила Лукина, они просили поставить к ним в священники диакона Сергея Гурова из села Дегтяное, но в этой просьбе им было отказано по той причине, что они, в 1774 г., при определении к ним в священники Михаила Лукина, обещались снабдить причт пахотной землею и лугами, но обещания своего не исполнили. Указом Консистории от 18 марта 1793 г. исправлять священнослужение в Оболочинской пустыни и приходские требы в деревне Никоновой было предписано попеременно священникам села Дегтяное; а указом от 19 января 1795 г. деревня Никоново была вторично приписана в приход к селу Муратову и местному священнику Вас. Гаврилову была отдана под присмотр упраздненная Оболочинская пустынь со всем церковным имуществом.
Вообще священники шли на службу в село Муратово крайне неохотно, а старинный деревянный Введенский храм ветшал, и средств на его ремонт не было. Поэтому с 1833 г. Муратово вновь было приписано к приходу села Исады и окормлялось тамошним духовенством. Интересно, что со времен упразднения Оболочинской пустыни в Муратово хранилась происходившая оттуда старинная икона Иверской Божией Матери, пользовавшаяся на селе большим почтением.
По данным 10-й ревизии (1858 г.) село Муратово числилось во владении дворянской семьи Кожиных, и в нем проживало 268 душ крестьян обоего пола.
К 1891 г., по данным И. В. Добролюбова, село Муратово относилось к приходу Воскресенской церкви села Исады и в нем насчитывалось 47 крестьянских дворов.
По данным переписи 1897 г. в селе Муратово числилось 62 двора, в которых проживало 396 душ обоего пола, из них 24 грамотных мужчин. 3 семьи (10 мужчин и 8 женщин) и 6 дворов (13 человек) принадлежали к старообрядцам-поповцам. Лошадей имели 27 дворов, коров — 40 дворов, имелись 2 231 плодовое дерево и 10 колод пчел. Землевладение на селе было общинное с чересполосицей. Длина душевых наделов колебалась от 10 до 80 сажень, а ширина от ½ до 4 1/5 сажень. Имелись пойменные луга с хорошей травою. 20 домохозяев, каждый по отдельности, арендовали 18 ½ дес. пашни за 215 руб. и 12 дес. луга за 181 руб; 2 арендовали 7 луговых наделов исполу с приплатой 7 руб.
Почти все жители села Муратово занимались садоводством и огородничеством, многие торговали яблоками и овощами, отправляя их в Рязань, Коломну, Москву, Касимов, иногда сбывали на месте приезжим скупщикам или развозили по окрестным селениям. Некоторые занимались рыболовством, разведением гусей, плетением из хвороста плетней, кошелок и настилов для саней и телег, работали поденно у соседних землевладельцев во время сенокоса, уборки хлеба и огородов.
Водою в селе Муратово пользовались из реки Оки. Для отопления покупали сучья по 25—30 коп. воз. Рынками служили села Киструс и Мосолово, город Спасск, иногда город Рязань и село Ижевское. В селе насчитывалось: 4 сельских работника, 11 обрабатывающих чужие наделы, 6 поденщиков, 7 занимавшихся плетением вершей, 2 плотника, 1 портной, 1 кирпичник, 4 сторожа, 3 рыболова, 4 пастуха, 1 бурлак, 1 конюх, 1 паромщик и 6 поденщиц. Отхожим промыслом были заняты 31 мужчина и 2 женщины, а именно 22 чернорабочих, преимущественно на пристанях, 3 бондаря, 2 пастуха, 1 на ситцевой фабрике, 1 на газовом заводе, 1 сапожник и 1 дворник, а женщины в услужении; проживали промысловые больше в Нижегородской губернии.
Промышленных и торговых заведений в селе Муратово не имелось. Некоторые дети учились грамоте у проживавшего в селе мещанина с платою за каждого ученика 30 коп. в месяц с харчами от учащихся. Общественных зданий не было. Доходных статей не имелось.
Старинная деревянная Введенская церковь к этому времени значительно обветшала, проводить службы в ней было невозможно. Тогда в 1897—1902 гг. в селе Муратово на средства местных землевладельцев, Петра Васильевича и Надежды Николаевны Кожиных, был построен новый каменный храм во имя Иверской иконы Божией Матери с 2-ярусной колокольней. В результате в Муратово снова появился свой приход, отдельный от села Исады.
К 1905 г. в селе Муратово насчитывалось 72 крестьянских двора, в которых проживало 260 душ мужского и 273 души женского пола, имелись 2 церкви — деревянная Введенская и каменная Иверская. В 1913 г. при Иверском храме, на средства тех же Кожиных, была открыта церковно-приходская школа, в которой обучались 19 мальчиков и 15 девочек (П. В. и Н. Н. Кожины похоронены на сельском кладбище рядом с церковью).
После Октябрьской революции 1917 г. в селе Муратово был организован сельский Совет. В 1924 г. старинная Введенская церковь была закрыта и переоборудована под склад, а позднее разобрана на дрова. В 1930 г. в селе была проведена коллективизация крестьянских хозяйств, богослужение в Иверском храме было прекращено. К 1934 г. в селе Муратово числилось 152 двора, в том числе в составе колхоза — 36 дворов.

## Население
| 1859 | 1906 | 2010 |
| ---- | ---- | ---- |
| 292  | ↗542 | ↘217 |

По данным переписи населения 2010 г. в селе Муратово постоянно проживают 217 чел. (в 1992 г. — 296 чел.).

## Социальная инфраструктура
В селе Муратово Шиловского района Рязанской области имеются отделение почтовой связи, фельдшерско-акушерский пункт (ФАП), клуб и библиотека.

## Достопримечательности
- Храм Иверской иконы Божией Матери — Иверская церковь. Построен в 1902 г. по инициативе и на средства дворян П. В. и Н. Н. Кожиных.[10]